# Cryptoneossa occidentalis
Cryptoneossa occidentalis är en insektsart som beskrevs av Taylor 1990. Cryptoneossa occidentalis ingår i släktet Cryptoneossa och familjen rundbladloppor. Inga underarter finns listade i Catalogue of Life.